# Aniseieae
Aniseieae es una tribu de plantas con flores de la familia de las convolvuláceas que tiene los siguientes géneros.
El género tipo es Aniseia

## Géneros
- Aniseia,
- Iseia,
- Odonellia,
- Tetralocularia